# Gambiran (Gambiran)
Gambiran is een bestuurslaag in het regentschap Banyuwangi van de provincie Oost-Java, Indonesië. Gambiran telt 14.066 inwoners (volkstelling 2010).